# Hugh Cross
Hugh Cross (24 de setembro de 1925 — 14 de maio de 1989) foi um ator britânico de cinema e televisão.

## Filmografia selecionada
- Just William's Luck (1947)
- William Comes to Town (1948)
- Warning to Wantons (1949)
- Seven Days to Noon (1950)
- Svengali (1954)
- The Court Martial of Major Keller (1961)